# Туруханськ
Туруханськ (Нова Мангазея) — селище, що втратило статус міста, адміністративний центр і найбільший населений пункт Туруханського району Красноярського краю Росії. Є аеропорт і річковий порт.
Населення:
- 1897 рік — 212
- 1989 рік — 8,9 тис.
- 2003 рік — 4,8 тис.

## Історія
Спочатку поселення Туруханськ з'явилося в XVII столітті в місці впадання річки Турухан у Єнісей, на його лівому березі. Зимовище і, пізніше, місто було частиною торговельного шляху по Турухану, який в основному використовувався для торгівлі хутром. Згодом прийшов в занепад, був позбавлений статусу міста і його назва перейшла селу Монастирське, сучасному Туруханску, який розташовується приблизно за 35 км на південний схід, на іншому березі Єнісею. Старий Туруханськ зараз називається Старотуруханськом.

## Старотуруханськ
Перше поселення на місці Старого Туруханська в дельті річки Турухан засновано Мангазейським воєводою Д. Жеребцовим в 1607 році як зимовище. Після першої великої пожежі в Мангазеї в 1619 році Туруханське зимовище стало заселятися мангазейцями і перетворилося на місто. Пожежі в Мангазеї в 1642 і 1662 роках призвели до остаточного її занедбання, жителі переселилися в Туруханськ, який довго був відомий, як Нова Мангазея. У 1670 році у Туруханськ із Мангазєї був переведений військовий гарнізон.
У 1677 році були збудовані 4 дерев'яні вежі з гарматами. У 1780 році Нова Мангазея перейменована в Туруханськ. У 1785 році Туруханськ став повітовим містом. У 2-й половині XVII століття і протягом усього XVIII століття — великий торговий центр, що спеціалізувався на хутрі. На Туруханський ярмарок з'їжджалися купці й торговці не тільки із Сибіру, а й з усієї Росії. Ярмарок (день Св. Петра і Павла) починався 29 червня і тривав два тижні. Гостинний двір мав 25 крамниць; крім того, багато тимчасових крамниць і балаганів було побудовано на відкритому місці, а приблизно за 25 км від міста відбувався ярмарок на суднах і човнах. У 1822 році Туруханськ став позаштатним містом, став приходити в занепад, населення його зменшилося, торгівля припинилася.
У 1897 році в місті проживало близько 200 осіб. Постановою Тимчасового уряду від 11 (24) жовтня 1917 року (СУ. 1917 р., № 275, ст. 2019) перетворений у село.

## Туруханськ (Монастирське)
Після Жовтневої революції 1917 року намітилася тенденція збільшення населення села Монастирське в місці впадання річки Нижня Тунгуска в Єнісей, на його правому березі. Воно було перейменоване в Туруханськ.
З кінця 1930-х років радянська влада створила в Туруханськом краї спеціальні табори для засланців. До 1956 року ув'язнені, що звільнилися, мали обмеження в правах і селилися у віддалених поселеннях, зокрема й у Туруханску.
Згідно з переписом, у 1989 році населення Туруханська становило 8,9 тисячі жителів, але після розпаду СРСР люди стали переселятися в більш кліматично сприятливі райони країни.

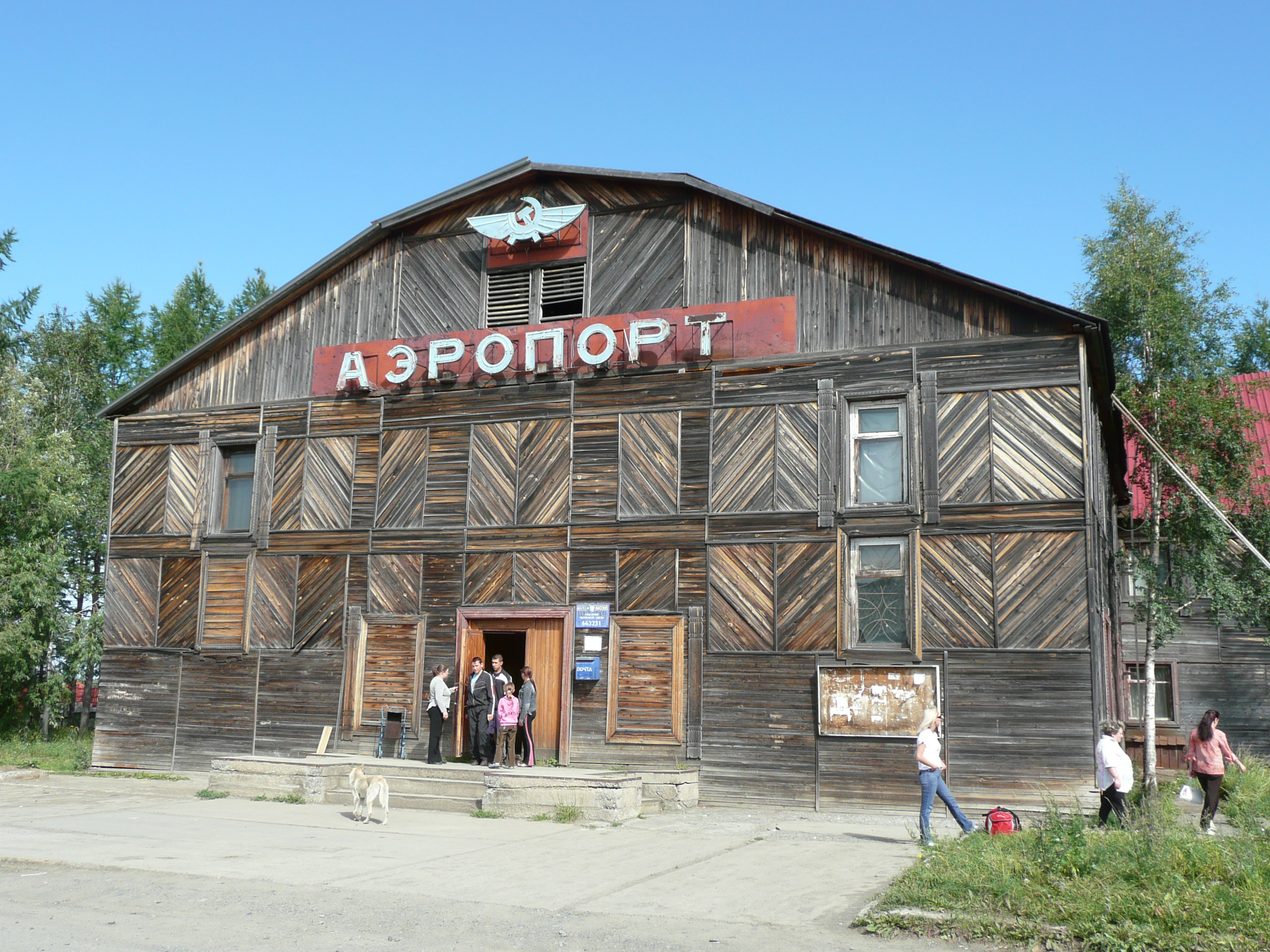
Аеропорт Туруханська у 2008 році

## Місце заслання
У різний час у Туруханськ були заслані:
- Лісовський Микола Федорович — декабрист, поручик Пензенського піхотного полку.
- Мартов Юлій Осипович (псевд. Лев Мартов, наст. прізвище Цедербаум) — російський політичний діяч, публіцист, учасник революційного руху, засновник меншовизму.
- Сталін Йосип Віссаріонович — державний, політичний і військовий керівник СРСР, відбував заслання в Туруханському районі.
- Свердлов Яків Михайлович — російський політичний і державний діяч, революціонер, більшовик.